# Port-en-Bessin-Huppain
Port-en-Bessin-Huppain és un municipi francès situat al departament de Calvados i a la regió de Normandia. L'any 2007 tenia 2.019 habitants.

## Demografia

### Població
El 2007 la població de fet de Port-en-Bessin-Huppain era de 2.019 persones. Hi havia 936 famílies de les quals 340 eren unipersonals (91 homes vivint sols i 249 dones vivint soles), 343 parelles sense fills, 200 parelles amb fills i 53 famílies monoparentals amb fills.
La població ha evolucionat segons el següent gràfic:
Habitants censats

### Habitatges
El 2007 hi havia 1.257 habitatges, 958 eren l'habitatge principal de la família, 219 eren segones residències i 80 estaven desocupats. 879 eren cases i 332 eren apartaments. Dels 958 habitatges principals, 488 estaven ocupats pels seus propietaris, 451 estaven llogats i ocupats pels llogaters i 19 estaven cedits a títol gratuït; 48 tenien una cambra, 107 en tenien dues, 197 en tenien tres, 253 en tenien quatre i 354 en tenien cinc o més. 571 habitatges disposaven pel capbaix d'una plaça de pàrquing. A 501 habitatges hi havia un automòbil i a 269 n'hi havia dos o més.

### Piràmide de població
La piràmide de població per edats i sexe el 2009 era:
| Homes | Edats   | Dones |
| ----- | ------- | ----- |
| 4     | 95 o +  | 16    |
| 4     | 90 a 94 | 8     |
| 16    | 85 a 89 | 20    |
| 8     | 80 a 84 | 8     |
| 52    | 75 a 79 | 88    |
| 24    | 70 a 74 | 40    |
| 52    | 65 a 69 | 76    |
| 84    | 60 a 64 | 72    |
| 64    | 55 a 59 | 68    |
| 56    | 50 a 54 | 48    |
| 36    | 45 a 49 | 64    |
| 60    | 40 a 44 | 48    |
| 80    | 35 a 39 | 72    |
| 80    | 30 a 34 | 80    |
| 60    | 25 a 29 | 88    |
| 52    | 20 a 24 | 60    |
| 72    | 15 a 19 | 48    |
| 68    | 10 a 14 | 56    |
| 92    | 5 a 9   | 60    |
| 72    | 0 a 4   | 68    |

## Economia
El 2007 la població en edat de treballar era de 1.232 persones, 860 eren actives i 372 eren inactives. De les 860 persones actives 757 estaven ocupades (402 homes i 355 dones) i 103 estaven aturades (43 homes i 60 dones). De les 372 persones inactives 161 estaven jubilades, 72 estaven estudiant i 139 estaven classificades com a «altres inactius».

### Ingressos
El 2009 a Port-en-Bessin-Huppain hi havia 1.005 unitats fiscals que integraven 2.147 persones, la mediana anual d'ingressos fiscals per persona era de 16.204 €.

### Activitats econòmiques
Dels 147 establiments que hi havia el 2007, 2 eren d'empreses extractives, 3 d'empreses alimentàries, 2 d'empreses de fabricació de material elèctric, 2 d'empreses de fabricació d'elements pel transport, 6 d'empreses de fabricació d'altres productes industrials, 9 d'empreses de construcció, 46 d'empreses de comerç i reparació d'automòbils, 2 d'empreses de transport, 27 d'empreses d'hostatgeria i restauració, 5 d'empreses financeres, 14 d'empreses immobiliàries, 9 d'empreses de serveis, 12 d'entitats de l'administració pública i 8 d'empreses classificades com a «altres activitats de serveis».
Dels 39 establiments de servei als particulars que hi havia el 2009, 1 era una gendarmeria, 1 oficina de correu, 2 oficines bancàries, 3 tallers de reparació d'automòbils i de material agrícola, 1 autoescola, 1 paleta, 3 guixaires pintors, 2 fusteries, 1 lampisteria, 2 electricistes, 4 perruqueries, 15 restaurants, 2 agències immobiliàries i 1 tintoreria.
Dels 20 establiments comercials que hi havia el 2009, 3 eren supermercats, 4 botiges de menys de 120 m², 5 fleques, 1 una botiga de congelats, 1 una peixateria, 3 botigues de roba, 1 una botiga de mobles, 1 una botiga de material de revestiment de parets i terra i 1 una joieria.
L'any 2000 a Port-en-Bessin-Huppain hi havia 8 explotacions agrícoles.

## Equipaments sanitaris i escolars
El 2009 hi havia 1 centre de salut, 1 farmàcia i 1 ambulància.
El 2009 hi havia una escola elemental. Port-en-Bessin-Huppain disposava d'un col·legi d'educació secundària amb 173 alumnes.

## Poblacions més properes
El següent diagrama mostra les poblacions més properes.